# Carlo Diodati
Pour les articles homonymes, voir Diodati.
Carlo Diodati, né probablement le 17 septembre 1541 à Lucques, exilé de sa ville natale pour fait de religion et mort le 3 mars 1625 à Genève, a développé la manufacture et le commerce de la soie et de la laine dans sa patrie d'adoption.

## Biographie
Carlo Diodati naît probablement le 17 septembre 1541 à Lucques. 
Il est baptisé par le pape Paul III et a Charles Quint pour parrain. Il adopte la Réforme et en 1567 s'établit à Genève. Il est condamné à mort en 1568 par contumace pour hérésie. Reçu bourgeois de Genève en 1572, avec son cousin Pompeo Diodati et d'autres Lucquois réfugiés, il y développe la manufacture et le commerce de la soie et de la laine tout en rendant de grands services financiers à la République de Genève.
Carlo Diodati meurt le 3 mars 1625.

## Postérité
La famille Diodati devient rapidement une famille importante de la bourgeoisie genevoise. Dès la fin du XVIe siècle, plusieurs de ses membres siègent au Conseil des Deux-Cents, et un fils de Pompeo, Déodat, accède au Petit Conseil. 
Jean ou Giovanni Diodati, fils de Carlo Diodati, fut un théologien réformé important, traducteur de la Bible en italien, dont la descendance comporte de nombreux pasteurs.